# USITT
USITT (acrònim d'United States Institute for Theatre Technology) és una organització sense ànim de lucre amb associats i amb l'objectiu de promocionar la tecnologia en el sector de les arts escèniques, mitjançant conferències, exhibicions, promulgació de premis, publicacions i suport a la recerca. La seva seu és a Nova York, EUA i es va crear el 1961.

## Activitats més destacades
- Comissió d'il·luminació.
- Comissió de so.
- Conferències anuals amb presentacions de nous productes i tallers diversos.
- Estàndards d'il·luminació DMX512-A, RDM, Art-Net